# Guillaume de Rots
Guillaume de Rots (Willelmus) est le 3e abbé de Fécamp.

## Biographie
Originaire de Rots, il serait apparenté à deux chevaliers de Lanfranc et Odon de Bayeux dans le Kent. Chanoine puis chantre, doyen et archidiacre de Bayeux vers 1068/1069, il devient moine de Saint-Étienne de Caen où il reste une année.
Guillaume succède à Jean d’Allie à la tête de l'abbaye de Fécamp, par nomination de Guillaume le Conquérant.
Il souscrit en 1080/1082 à la confirmation par Guillaume le Conquérant de la fondation de l'abbaye de Troarn. Il effectue en 1085 un voyage en Angleterre et visite Rye en Angleterre, possession de l'abbaye de Fécamp dans le Sussex, avant de lancer la construction de l'église Sainte-Marie. Il assiste en 1087 aux funérailles de Guillaume le Conquérant.
Il lance vers 1100 la construction de l'église romane de Fécamp. Il agrandit le chœur en largeur et en longueur et développe la nef, afin d'accueillir les pèlerins. Elle est consacrée en 1099 par l'archevêque de Rouen Guillaume Bonne-Âme ou 1106. Elle sera détruite par un incendie en 1168.
Tombé malade à son retour du concile de Lisieux en mars 1107, il meurt le 26 mars 1107, avant que le chœur des deux églises ne soit achevés et est inhumé dans la chapelle axiale dédiée à la Vierge, devant l'autel.